# Peter V. Zima

## Biografía
Peter V. Zima (Pierre V. Zima) es un crítico literario y un sociólogo austríaco y holandés (con dos nacionalidades). Nació en Praga (Checoslovaquia) en 1946. Desde 2012 es profesor emérito de la Universidad de Klagenfurt (Alpen-Adria-Universität Klagenurt, Austria) donde enseñaba Literatura General y Comparada entre 1983 y 2012. Estudió sociología y ciencias políticas en la Universidad de Edimburgo (Escocia, Reino Unido) y obtuvo un MA honours con el premio “Heatly” (“Heatly Prize in Politics”) en 1969. Recibió dos doctorados de la Universidad de París IV (Doctorat du 3e cycle en esthétique: 4 de junio de 1971) y de la Universidad de París I (Doctorat d’Etat ès Lettres: 15 de junio de 1979).
Ha enseñado la sociología de la literatura como docente visitante en la Universidad de Bielefeld (Alemania) desde 1972 hasta 1975 y la teoría de la literatura en la Universidad de Groningen (Países-Bajos) desde 1976 hasta 1983, cuando fu nombrado catedrático de Literatura General y Comparada en la universidad austríaca de Klagenfurt y se convirtió en el profesor más joven de esta Universidad. Además ha enseñado como profesor invitado en el “Istituto Orientale Universitario” en Nápoles (1985) y en las Universidades de Leuven-Louvain (1988), Graz (1991-1992), Viena (1994-1995), en la Universidad de Santiago de Compostela (2004: con Javier Gómez-Montero, Universidad de Kiel, Alemania) y en la East China Normal University en Shanghái (2014).

## Premios y distinciones
Heatly Prize in Politics (Universidad de Edimburgo: 1969);
Woitschach-Forschungspreis im Stifterverband für die Deutsche Wissenschaft: Bonn 1993 (por su libro Ideologie und Theorie. Eine Diskurskritik, Francke, Tübingen 1989);
miembro corr. de la Österreichische Akademie der Wissenschaften (Viena: 1998);
miembro regular de la Academia Europaea (Londres: 2010);
profesor honorífico de la East China Normal University (Shanghai: 2014).

## Obra científica
Influido por la Teoría crítica de la Escuela de Frankfurt, la obra de Mijail M. Bajtín y la semiótica de Algirdas J. Greimas, Zima desarrolla una síntesis de semiótica, estética y sociología que desemboca en una sociología del texto y una crítica del discurso (véase su Manuel de sociocritique, Picard, Paris, 1985, L’Harmattan, Paris, 2000 y su Textsoziologie. Eine kritische Einführung in die Diskurssemiotik, Metzler, Stuttgart, 2021, nueva edición ampliada).
● La sociología del texto: A partir de la teoría literaria de Mijail M. Bajtín y la semiótica de Algirdas J. Greimas, Zima desarrolla una sociología del texto (socio-semiótica) que prende como punto de partida la idea formalista (Tiniánov) que la relación entre literatura y sociedad es de tipo lingüístico. En la sociología del texto, esta idea vale para todos los textos: ideológicos, científicos, comerciales, religiosos y otros. Un ejemplo literario analizado por Zima en su “Thèse d’Etat” (L’Ambivalence romanesque. Proust – Kafka – Musil, 1980) es la conversación de la alta sociedad de París durante la “Belle Epoque”. La novela de Marcel Proust A la recherche du temps perdu (1913-1927) se comprende mejor en el contexto social si es considerada como una crítica radical de ésta conversación (de la “causerie”) y de sus protagonistas: los dandys, por ejemplo. Más tarde Zima aplica dicho análisis al teatro de Oscar Wilde y Hugo von Hofmannsthal demostrando que este teatro nace también en el ambiente social de la clase de ocio (leisure class, Thorstein Veblen) cuyo sociolecto es la conversación de salón hacia 1900.
● Ideología y teoría: En el ámbito de la sociología del texto, Zima propone una distinción entre ideología y teoría científica consideradas como estructuras semánticas, sintáxicas y narrativas. En contraposición a la ideología que es un discurso estructurado por el dualismo semántico (bien / mal, justo / injusto, etc.), el monólogo y la pretensión de coincidir con la realidad, la teoría es und discurso estructurado por la ambivalencia (de la realidad) y un constructivismo que consiste en reconocer la contingencia de todos los discursos sobre el mundo. Esta actitud reflexiva y constructivista abre la teoría al diálogo con posiciones teóricas diferentes o opuestas.
● Teoría dialógica:  Proponiendo la Teoría dialógica como nueva variante de la Teoría Crítica de la Escuela de Frankfurt (en el sentido de Adorno y Horkheimer), Zima pone en escena una confrontación de teorías sciológicas heterogéneas en su obra más reciente: Soziologische Theoriebildung. Ein Handbuch auf dialogischer Basis (Francke, Tübingen, 2020). Tenta de demostrar que ninguna de las teorías sociológicas presentadas puede considerarse como representación realista del mundo social y de su evolución. Esta evolución, reconstruida por cada una de las teorías en estructuras narrativas, queda incomprensible mientras es identificada con una perspectiva teórica particular. Sólo una confrontación entre teorías heterogéneas hace aparecer la complejidad del mundo social. Esta confrontación no tiene por objeto la refutación de una teoría (su “falsificación” en el sentido de Karl R. Popper), sino su “estremecimiento” o “Erschütterung” en el sentido de Otto Neurath. En este proceso aparecen los puntos problemáticos de una teoría que no justifican siempre su abandono – sino facilitan su mejor comprensión. La Teoría dialógica de Zima suscitó una discusión polémica en la revista alemana Ethik und Sozialwissenschaften, 4, 1999.
● Sujeto dialógico: Apoyándose en el concepto de diálogo de Bajtín, Zima propone en sus obras Subjectivity and Identity (Bloomsbury, Londres, 2015) y en Narzissmus und Ichideal (Francke, Tübingen, 2009) una teoría dialógica del sujeto individual, demostrando en qué sentido toda sujetividad debería considerarse como resultado de una interacción social y lingüística permanente con otros individuos y grupos sociales.
● Teoría de la literatura: En sus obras The Philosophy of Modern Literary Theory (Athlone, Londres, 1999) y Literarische Ästhetik. Methoden und Modelle der Literaturwissenschaft (Francke, Tübingen, 1991, ³2020), Zima tenta de reconstruir los fundamentos estéticos de las teorías literarias modernas – desde el formalismo ruso hasta la deconstrucción de Jacques Derrida. Estos dos libros fueron traducidos en varias lenguas: checo, coreano, iraniano y turco. El concepto de “iterabilidad”, introducido por Derrida y criticado por Zima desde un punto de vista semiótico, ha sido analizado y discutido en la Universidad de Hamburgo (1994) en una conferencia publicada por Alexander Schwarz en la revista Tausch (vol. 10, 1997). En esta discusión participaron: Peter Utz, Alexander Schwarz, Wolfram Malte Fues, Roger Eugster-Ulmer, William Stephen Davis, Peter V. Zima.
● Sociológía de la novela: En su sociología de la novela Zima pone énfasis en la idea que la crisis de los valores sociales, causada por la comercialización de todas las esferas de la vida y por las luchas ideológicas, se manifiesta en la estructura de la novela: tanto al nivel sémantico como al nivel narrativo. A diferencia de las novelas realistas del siglo XIX cuyo sistema de valores está todavía estable y permite a los autores y sus narradores de resolver las ambigüedades de los caracteres, de los pensamientos y de las acciones (por ejemplo en las novelas de Balzac o Galdós), las novelas modernistas del siglo XX están marcadas por una ambivalencia (nietzscheana) que pone en duda la semántica y las estructuras narrativas de la novela moderna. Las novelas de Proust, Musil, Kafka, Svevo o Unamuno (Niebla, 1914) están marcadas por una ambivalencia insuperable de los caracteres, de las palabras y de las accciones que bloquea todas las tentativas de los narradores de definir a los protagonistas de manera inequívoca. Las dos consecuencias de esta crisis de los valores sociales son: la desintegración de la estructura narrativa y un estilo ensayista. Como en la filosofía de Nietzsche, esta ambivalencia de los valores tiende a desembocar en una indiferencia postmoderna considerada como intercambiabilidad de valores y normas. A partir de Camus y del Nouveau roman francés, la cuestión del valor desaparace de la literatura de vanguardia y las estructuras narrativas de las novelas son construidas al azar o se hacen ininteligibles (por ejemplo en algunas novelas de Robbe-Grillet y de Butor). Zima analiza esta temática en: L’Ambivalence romanesque. Proust, Kafka, Musil, París, Le Sycomore, 1980, L’Harmattan, 2002, L’Indifférence romanesque, París, Le Sycomore, 1982, L’Harmattan, 2005 – y, más recientemente, en: Der europäische Künstlerroman. Von der romantischen Utopie zur postmodernen Parodie, Tübingen, Francke, 2008. – En este contexto, Zima distingue una modernidad tardiva (un modernismo literario) estructurada por la ambivalencia de una postmodernidad estructurada por la indiferencia como intercambiabilidad de valores (véase su libro Modern  / Postmodern. Society, Philosophy, Literature, Continuum, Londres-Nueva York, 2010).
Zima ha publicado libros en cuatro idiomas: en alemán, francés, inglés y holandés; artículos también en español, italiano y checo. Sus libros han sido traducidos en nueve idiomas: árabe, checo, chino, coreano, español, inglés, iraniano, italiano y turco.